# Augenfalter
Die Augenfalter (Satyrinae) sind eine Unterfamilie der Edelfalter (Tagfalter) mit weltweit etwa 3.000 Arten in etwa 400 Gattungen.

## Merkmale
Augenfalter werden auch „Grasfalter“ genannt, weil sich die Raupen aller mitteleuropäischen Arten von Gräsern ernähren. Diese sind nicht sehr nahrhaft, daher bedürfen Grasfalterraupen vergleichsweise langer Entwicklungszeiten und sind mitunter extrem gefährdet, da Gräservielfalt von der Nährstoffarmut des Bodens abhängt und magere Wiesen selten geworden sind. Die Bezeichnung „Augenfalter“ ist etwas unglücklich, weil Falter anderer Familien ebenfalls „Augen“ zeigen. Alle Augenfalter sind jedoch in der Regel in Braun gehalten und weisen ein vergleichsweise klar zu trennendes Augenmuster auf, das teilweise extrem unauffällig ist. Die Raupen kommen abends aus ihren Verstecken und können im Frühling in einer Vielzahl von grasreichen Lebensräumen gefunden werden. Manche sind aber auch tagsüber sichtbar, meist kleinfingerlang, dünn, braun oder grün mit Streifen. Es besteht erheblicher Forschungsbedarf zu Verbreitung und Ökologie.

## Systematik
Im deutschsprachigen Raum wurden etwa 60 Arten nachgewiesen. Aus Europa sind über 160 Arten und Unterarten bekannt. Weltweit gibt es etwa 400 Gattungen mit ungefähr 3.000 Arten.
Die folgende Gliederung listet die im deutschsprachigen Raum vorkommenden Arten (A – Österreich, CH – Schweiz, D – Deutschland).

Der Status der einzelnen Arten in der Roten Liste gefährdeter Tiere Deutschlands ist angegeben.

### Unterfamilie Satyrinae

#### Tribus Brassolini
Brassolini hat 16 Gattungen, keine europäischen Arten.

#### Tribus Morphini
Drei Gattungen, keine europäischen Arten.

#### Tribus Amathusiini
12 Gattungen, keine europäischen Arten.

#### Tribus Dirini
7 Gattungen, keine europäischen Arten (Endemiten Südafrikas).

#### Tribus Elymniini
- Waldbrettspiel, Pararge aegeria (Linnaeus, 1758) A, CH, D
- Mauerfuchs, Lasiommata megera (Linnaeus, 1767) A, CH, D
- Braunscheckauge, Lasiommata petropolitana (Fabricius, 1787) A, CH, D
- Braunauge, Lasiommata maera (Linnaeus, 1758) A, CH, D
- Lasiommata paramegaera (Hübner, 1828)
- Gelbringfalter, Lopinga achine (Scopoli, 1763) A, CH, D

#### Tribus Zetherini
6 Gattungen, keine europäischen Arten.

#### Tribus Coenonymphini
- Großes Wiesenvögelchen, Coenonympha tullia (Müller, 1764) Rote Liste Bundesrepublik Deutschland: 2. A, CH, D
- Stromtal-Wiesenvögelchen, Coenonympha oedippus (Fabricius, 1787) Rote Liste Bundesrepublik Deutschland: 1. A, CH, D
- Weißbindiges Wiesenvögelchen, Coenonympha arcania (Linnaeus, 1761) A, CH, D
- Rotbraunes Wiesenvögelchen, Coenonympha glycerion (Borkhausen, 1788) Rote Liste Bundesrepublik Deutschland: Vorwarnliste. A, CH, D
- Alpen-Wiesenvögelchen, Coenonympha gardetta (Prunner, 1798) A, CH, D
- Coenonympha darwiniana Staudinger, 1871 CH
- Coenonympha dorus (Esper, 1782) CH?
- Wald-Wiesenvögelchen, Coenonympha hero (Linnaeus, 1761) Rote Liste Bundesrepublik Deutschland: 2. A, CH, D
- Kleines Wiesenvögelchen, Coenonympha pamphilus (Linnaeus, 1758) A, CH, D

#### Tribus Maniolini
- Rotbraunes Ochsenauge, Pyronia tithonus (Linnaeus, 1767) CH, D
- Pyronia cecilia (Vallantin, 1894) CH?
- Brauner Waldvogel, Aphantopus hyperantus (Linnaeus, 1758) A, CH, D
- Großes Ochsenauge, Maniola jurtina (Linnaeus, 1758) A, CH, D
- Kleines Ochsenauge, Hyponephele lycaon (Rottemburg, 1775) A, CH, D

#### Tribus Erebiini
- Weißbindiger Mohrenfalter, Erebia ligea (Linnaeus, 1758) Rote Liste Bundesrepublik Deutschland: Vorwarnliste. A, CH, D
- Weißbindiger Bergwald-Mohrenfalter, Erebia euryale (Esper, 1805) A, CH, D
- Ähnlicher Mohrenfalter, Erebia eriphyle (Freyer, 1836) A, CH, D
- Gelbgefleckter Mohrenfalter, Erebia manto (Denis & Schiffermüller, 1775) A, CH, D
- Weißpunktierter Mohrenfalter, Erebia claudina (Borkhausen, 1789) A
- Erebia flavofasciata Heyne, 1895 A, CH
- Knochs Mohrenfalter, Erebia epiphron (Knoch, 1783) A, CH, D
- Rätzers Mohrenfalter, Erebia christi Rätzer, 1890 CH
- Unpunktierter Mohrenfalter, Erebia pharte (Hübner, 1804) A, CH, D
- Kleiner Mohrenfalter, Erebia melampus (Fuessly, 1775) A, CH, D
- Sudeten-Mohrenfalter, Erebia sudetica Staudinger, 1861 A, CH
- Graubindiger Mohrenfalter, Erebia aethiops (Esper, 1777) Rote Liste Bundesrepublik Deutschland: 3. A, CH, D
- Alpen-Mohrenfalter, Erebia triaria (Prunner, 1798) A, CH
- Rundaugen-Mohrenfalter, Erebia medusa (Denis & Schiffermüller, 1775) Rote Liste Bundesrepublik Deutschland: Vorwarnliste. A, CH, D
- Gelbäugiger Mohrenfalter, Erebia alberganus (Prunner, 1798) A, CH
- Eismohrenfalter, Erebia pluto (Prunner, 1798) A, CH, D
- Seidenglanz-Mohrenfalter, Erebia gorge (Hübner, 1804) A, CH, D
- Blindpunkt-Mohrenfalter, Erebia mnestra (Hübner, 1804) A, CH
- Schillernder Mohrenfalter, Erebia tyndarus (Esper, 1781) A, CH, D
- Erebia nivalis Lorkovic & Lesse, 1954 A, CH
- Erebia cassioides (Reiner & Hochenwarth, 1792) A, CH
- Wasser-Mohrenfalter, Erebia pronoe (Esper, 1780) Rote Liste Bundesrepublik Deutschland: Vorwarnliste. A, CH, D
- Erebia stirius (Godart, 1824) A
- Freyers Alpen-Mohrenfalter, Erebia styx (Freyer, 1834) A, CH, D
- Erebia montana (Prunner, 1798) A, CH
- Doppelaugen-Mohrenfalter, Erebia oeme (Hübner, 1804) A, CH, D
- Gelbbindiger Mohrenfalter, Erebia meolans (Prunner, 1798) Rote Liste Bundesrepublik Deutschland: 3. A, CH, D
- Graubrauner Mohrenfalter, Erebia pandrose (Borkhausen, 1788) A, CH, D

#### Tribus Melanargiini
Monotypisch: Einzige Gattung Melanargia

Schachbrett auf Halbtrockenrasen

- Schachbrett, Melanargia galathea (Linnaeus, 1758) A, CH, D
- Melanargia lachesis (Hübner, 1790), Iberische Halbinsel, Roussillon, Languedoc

#### Tribus Satyrini
- Weißkernauge, Satyrus ferula (Fabricius, 1793) A, CH
- Blauäugiger Waldportier, Minois dryas (Scopoli, 1763) Rote Liste Bundesrepublik Deutschland: 2, A, CH, D
- Großer Waldportier, Hipparchia fagi (Scopoli, 1763) Rote Liste Bundesrepublik Deutschland: 2. A, CH, D
- Kleiner Waldportier, Hipparchia alcyone (Denis & Schiffermüller, 1775) Rote Liste Bundesrepublik Deutschland: 2. A, CH, D
- Hipparchia fidia
- Walliser Waldportier, Hipparchia genava (Fruhstorfer, 1908) CH
- Ockerbindiger Samtfalter, Hipparchia semele (Linnaeus, 1758) Rote Liste Bundesrepublik Deutschland: 3. A, CH, D
- Kleine Rostbinde, Hipparchia statilinus (Hufnagel, 1766) Rote Liste Bundesrepublik Deutschland: 1. A-CH-D
- Rotbindiger Samtfalter, Arethusana arethusa (Denis & Schiffermüller, 1775) Rote Liste Bundesrepublik Deutschland: 0. A, CH, D
- Weißer Waldportier, Brintesia circe (Fabricius, 1775) Rote Liste Bundesrepublik Deutschland: 3. A, CH, D
- Berghexe, Chazara briseis (Linnaeus, 1764) Rote Liste Bundesrepublik Deutschland: 2. A, CH, D
- Gletscherfalter, Oeneis glacialis (Moll, 1783) A, CH, D
- Oeneis jutta (Hübner, 1806)
- Aulocera swaha Kollar, 1844
- Cercyonis pegala (Fabricius, 1775)
- Megisto cymela (Cramer, 1777)

#### Tribus Haeterini
fünf Gattungen, keine europäischen Arten (Neotropis)